# Centro Olímpico de Hockey
El Centro Olímpico de Hockey es un estadio de la Ciudad de los Deportes, en Jacarepaguá, Zona Oeste de la ciudad de Río de Janeiro. Fue construido para las competencias de hockey sobre pasto de los Juegos Olímpicos de Río de Janeiro 2016, además de las de fútbol 5 y fútbol 7 paralímpicos. 
El campo tiene medidas oficiales: 91.4 metros de largo y 55 metros de ancho, dividido por una línea central y otra a 23 metros de cada línea de fondo. El área de gol tiene 2.14 metros de altura y 3.66 metros de anchura, y será el primero de la ciudad ya que en los Juegos Panamericanos de 2007 la modalidad fue disputada en el Complejo Deportivo Deodoro, que hasta entonces era una área del Ejército Brasileño. Dicha zona fue transformada en el Parque del Pentatlón Moderno, que también será usado en 2016.
El proyecto prevé capacidad de 10 mil personas en el área principal y de 5 mil personas en la secundaria.